# Vuelta al Táchira 1984
La 19ª edición de la Vuelta al Táchira se disputó desde el 13 hasta el 24 de enero de 1984.
Perteneció al calendario de la Federación Venezolana de Ciclismo. El recorrido contó con 9 etapas y 1201 km, transitando por los estados Mérida y Táchira.
El ganador fue el colombiano Carlos Alba del equipo Lotería del Táchira, quien fue escoltado en el podio por Alexander Kulikov y Leonid Arkipov.
La clasificación por equipos la ganó Lotería del Táchira.

## Equipos participantes
Participaron varios equipos conformados por entre 6 y 8 corredores, con equipos de Venezuela, Unión Soviética y Colombia.
| - Lotería del Táchira - Club Martell - OPE - Trujillo - Selección de Táchira - Selección de Barinas - Selección de Mérida - Selección de Carabobo | - Selección de Colombia - Selección de Unión Soviética |

## Etapas
| Etapa   | Fecha       | Recorrido                                   | Km  | Ganador                      | Lider          |
| Prólogo | 13 de enero | Circuito en Siberia                         | 3   | Samuel Cabrera               | Samuel Cabrera |
| 1ª      | 14 de enero | Pregonero - Táriba                          | 145 | Carlos Guerrero              | Samuel Cabrera |
| 2ª      | 15 de enero | Circuito en San Cristóbal                   | 100 | Viacheslav Yekímov           | Samuel Cabrera |
| 3ª      | 16 de enero | San Cristóbal - La Grita                    | 107 | Enrique Campos               | Samuel Cabrera |
| 4ª A    | 17 de enero | CRE de Coloncito a La Grita                 | 21  | Selección de Unión Soviética | Samuel Cabrera |
| 4ª B    | 17 de enero | La Fría - El Vigía                          | 123 | Alexander Krasnov            | Samuel Cabrera |
| 5ª      | 18 de enero | El Vigía - Mérida                           | 109 | Samuel Cabrera               | Samuel Cabrera |
| 6ª      | 20 de enero | Mérida - Tovar                              | 99  | Pedro Mora                   | Samuel Cabrera |
| 7ª      | 21 de enero | Tovar - Zea - Colón                         | 126 | Alexander Krasnov            | Samuel Cabrera |
| 8ª A    | 22 de enero | San Cristóbal - Abejales                    | 109 | Adelis Cañizalez             | Carlos Alba    |
| 8ª B    | 22 de enero | CRI de La Pedrera a El Milagro              | 14  | Viacheslav Yekímov           | Carlos Alba    |
| 9ª      | 23 de enero | Cordero - El Piñal - Santa Ana              | 117 | Samuel Cabrera               | Carlos Alba    |
| 10.ª    | 24 de enero | San Antonio - Ureña - Rubio - San Cristóbal | 000 | Enrique Campos               | Carlos Alba    |

## Clasificaciones

### Clasificación general
| Posición | Ciclista          | Equipo                       | Tiempo |
|          | Carlos Alba       | Lotería del Táchira          |        |
| 2º       | Alexander Kulikov | Selección de Unión Soviética |        |
| 3º       | Leonid Arkipov    | Selección de Unión Soviética |        |
| 4º       | Bandera de ?      | Bandera de ?                 |        |
| 5º       | Bandera de ?      | Bandera de ?                 |        |
| 6º       | Bandera de ?      | Bandera de ?                 |        |
| 7º       | Bandera de ?      | Bandera de ?                 |        |
| 8º       | Bandera de ?      | Bandera de ?                 |        |
| 9º       | Bandera de ?      | Bandera de ?                 |        |
| 10º      | Bandera de ?      | Bandera de ?                 |        |

### Clasificación por puntos
| Posición | Ciclista     | Equipo       | Puntos |
|          | Bandera de ? | Bandera de ? |        |
| 2°       | Bandera de ? | Bandera de ? |        |
| 3°       | Bandera de ? | Bandera de ? |        |

### Clasificación de la montaña
| Posición | Ciclista     | Equipo       | Puntos |
|          | Bandera de ? | Bandera de ? |        |
| 2°       | Bandera de ? | Bandera de ? |        |
| 3°       | Bandera de ? | Bandera de ? |        |

### Clasificación de los sprints
| Posición | Ciclista     | Equipo       | Puntos |
|          | Bandera de ? | Bandera de ? |        |
| 2°       | Bandera de ? | Bandera de ? |        |
| 3°       | Bandera de ? | Bandera de ? |        |

### Clasificación sub-23
| Posición | Ciclista     | Equipo       | Tiempo |
|          | Bandera de ? | Bandera de ? |        |
| 2°       | Bandera de ? | Bandera de ? |        |
| 3°       | Bandera de ? | Bandera de ? |        |

### Clasificación por equipos
| Posición | Equipo                       | Tiempo |
|          | Lotería del Táchira          |        |
| 2°       | Selección de Unión Soviética |        |
| 3°       | Bandera de ?                 |        |